# Karl Hoffmann
Karl Hoffmann (Sankt Gallen, 2 februari 1820 - aldaar, 26 juli 1895) was een Zwitsers politicus uit het kanton Sankt Gallen.

## Biografie
Karl Hoffmann verloor reeds op jonge leeftijd zijn vader. Hij studeerde rechten in Bern, Jena en München. Van 1840 tot 1891 was hij actief als advocaat in zijn geboortestad Sankt Gallen. Karl Hoffmann maakte van 1853 tot 1870 en van 1873 tot 1895 deel uit van de Kantonsraad van Sankt Gallen. Van 1873 tot 1890 zetelde hij bovendien in de Kantonsraad. Hij behoorde tot de politieke strekking van de radicalen. Op 22 februari 1881 werd Hoffmann verkozen als lid van de Bondsraad, doch hij weigerde deze verkiezing om familiale redenen. In zijn plaats werd Louis Ruchonnet in de Bondsraad verkozen.
Zijn zoon Arthur Hoffmann (1857-1927) was van 1911 tot 1917 lid van de Bondsraad.

## Onderscheidingen
- Doctor honoris causa aan de Universiteit van Zürich (1883)